# Maurice Clochard
Maurice Clochard, né le 9 septembre 1909 à Chanteloup dans le département des Deux-Sèvres et mort le 26 septembre 1994 à Argenton-Château dans les Deux-Sèvres également, est un coureur cycliste français, professionnel de 1934 à 1939.

## Palmarès
- 1933
  - 2e du Circuit des Deux-Sèvres
- 1934
  - 2e du Circuit de la Vienne
  - 2e du Circuit de Saumur
- 1935
  - Nantes-Saint-Nazaire-Nantes
  - 3e du Circuit des Deux-Sèvres
- 1936
  - 3e du Circuit des Deux-Sèvres
- 1939
  - 2e du Circuit des Deux-Sèvres